# Hatu Buh (köpinghuvudort i Kina, Xinjiang Uygur Zizhiqu, lat 44,41, long 84,31)
Hatu Buh (kinesiska: 哈图布呼, 哈图布呼镇) är en köpinghuvudort i Kina. Den ligger i den autonoma regionen Xinjiang, i den nordvästra delen av landet, omkring 270 kilometer väster om regionhuvudstaden Ürümqi. Antalet invånare är 15 827. Befolkningen består av 7 574 kvinnor och 8 253 män. Barn under 15 år utgör 20,0 %, vuxna 15-64 år 73 %, och äldre över 65 år 6,0 %.
Runt Hatu Buh är det glesbefolkat, med 14 invånare per kvadratkilometer. Det finns inga andra samhällen i närheten. Trakten runt Hatu Buh består i huvudsak av gräsmarker.
Genomsnittlig årsnederbörd är 283 millimeter. Den regnigaste månaden är juli, med i genomsnitt 56 mm nederbörd, och den torraste är februari, med 9 mm nederbörd.